# Центральноазиатские игры 1997
2-е Центральноазиатские игры состоялись в Алма-Ате (Казахстан) с 13 по 20 сентября 1997 года.

## Виды спорта
- баскетбол (муж., жен.)
- бокс
- волейбол (муж., жен.)
- борьба (вольная, греко-римская)
- дзюдо
- лёгкая атлетика
- стрельба пулевая
- фехтование
- велоспорт
- плавание
- теннис
- тяжёлая атлетика

## Итоги Игр
| Место | Страна       | Золото | Серебро | Бронза | Всего |
| ----- | ------------ | ------ | ------- | ------ | ----- |
| 1     | Казахстан    | 125    | 70      | 34     | 229   |
| 2     | Узбекистан   | 35     | 63      | 59     | 157   |
| 3     | Кыргызстан   | 13     | 36      | 57     | 106   |
| 4     | Туркменистан | 0      | 2       | 21     | 23    |
| 5     | Таджикистан  | 0      | 2       | 12     | 14    |